# Utricularia platensis
Utricularia platensis — вид рослин із родини пухирникових (Lentibulariaceae).

## Середовище проживання
Цей вид зустрічається в Аргентині, Бразилії, Парагваї та Уругваї.
Цей багаторічний водний вид росте в озерах, басейнах і болотах.

## Використання
Вид культивується невеликою кількістю ентузіастів роду. Торгівля незначна.